# 18 and Life
«18 and Life» —en español: «18 y de por vida» l Literalmente: (18 y Vida)— es el segundo sencillo del álbum debut de la banda Skid Row en 1989.
La canción tiene combinaciones Hard rock pero es considerada una power ballad o balada roquera.
La canción fue la más exitosa de Skid Row en los charts llegando al #4 del Billboard Hot 100.
La canción es muy famosa y fue nombrada la #60 de las "100 mejores canciones hard rock de todos los tiempos" por VH1.
Fue certificada con el disco de oro en los Estados Unidos. La canción también aparece en Guitar Hero Encore: Rocks the 80s.